# باشگاه فوتبال سلیمان واریورز
باشگاه فوتبال سلیمان واریورز یک باشگاه فوتبال حرفه‌ای از جزایر سلیمان است که در هونیارا واقع شده است. این باشگاه در تلکام اس-لیگ بازی می‌کند، که در سطح برتر فوتبال جزایر سلیمان است. آنها مسابقات خود را در ورزشگاه لاسون تاما، بزرگترین ورزشگاه جزایر سلیمان، برگزار می‌کنند.

## تاریخچه
سلیمان واریورز قبلا با نام اونکلس اف‌سی شناخته می‌شد و همچنین با نام وانتوکس در اس-لیگ بازی کرده است. آنها موفق‌ترین باشگاه در جزایر سلیمان هستند و نه بار قهرمان تلکام اس-لیگ شده‌اند. این باشگاه همچنین در چندین دوره لیگ قهرمانان اقیانوسیه بازی کرده است.